# Kazan Kremli
Kremli Kazan (tiếng Nga: Казанский Кремль; tiếng Tatar: kirmän) là một pháo thành chính yếu trong lịch sử Tatarstan, nằm tại thành phố Kazan, được xây dựng theo lệnh của Ivan Bạo chúa trên tàn tích lâu đài cũ của các Hãn Kazan. Nó được UNESCO công nhận là Di sản thế giới từ năm 2000.

## Các di tích
Các di tích chính trong Kremli này là nhà thờ Blagoveshchenskii 5 vòm và 6 cột (1561-62), được cho là do Postnik Yakovlev bán huyền thoại xây dựng, và tháp nghiêng huyền bí là tháp Söyembikä, theo truyền thuyết được đặt tên theo hoàng hậu cuối cùng của Kazan được coi là những phong cảnh đẹp đáng chú ý nhất của thành phố này. Ganh đua với tháp này về địa vị của kiến trúc đáng chú ý nhất là tháp Spasskaya. Tháp này nằm ở phía nam của Kremli và là lối vào chính của Kremli. Lưu ý rằng chỉ những xe có giấy phép đặc biệt mới được vào trong Kremli, nhưng đi bộ thì không bị cấm.
Cũng đáng chú ý là các tháp và các tường thành màu trắng tuyết, được dựng lên trong các thế kỷ 16 và 17 nhưng sau đó đã được tái thiết. Nhà thờ Qol-Şärif được xây dựng bên trong pháo đài này; các phần còn lại của tu viện Đấng cứu thế (nhà thờ nguy nga của nó xây vào thế kỷ 16 đã bị những người Bolshevik phá hủy); và tòa nhà thủ hiến (1843-1853), do Konstantin Ton thiết kế, hiện nay là cung tổng thống Tatarstan. Cung điện này được cho là nằm trên khu vực của cung điện cũ của các hãn vương. Nằm giữa cung Tổng thống và tháp Söyembikä là cung điện Nhà thờ được xây trên nền của nhà thờ Hồi giáo thời Trung cổ.
Phần tường phía bắc của Kremli có một tháp có lối ra vào khác - tháp Tainitskaya (Bí mật), có tên gọi như thế do nó được dùng để đi tới các giếng cung cấp nước bí mật. Tháp này cũng cho người đi bộ ra vào Kremli, nhưng xe cộ thì bị cấm.

## Các sự kiện gần đây
Lễ khai trương nhà thờ Hồi giáo lớn nhất tại châu Âu, nhà thờ Qol-Şärif, đã diễn ra tại Kazan ngày 24 tháng 6 năm 2005. Khoảng 17.000 người đã có mặt tại buổi lễ. Các đại biểu từ 40 quốc gia cũng đã tham dự sự kiện này. Nhà thờ này được xây dựng lại trên khu vực mà nhà thờ Hồi giáo chính của Hãn quốc Kazan đã từng tồn tại cho đến thế kỷ 17. Phát biểu tại buổi lễ, tổng thống Tatarstan Mintimer Shaeymiev nói rằng "Nhà thờ Qol-Şärif là biểu tượng mới của Kazan và Tatarstan...là cầu nối...quá khứ và tương lai của chúng ta."
Sắc lệnh khôi phục nhà thờ Hồi giáo Qol-Şärif năm 1995 cũng đưa ra yêu cầu phục hồi nhà thờ Blagoveshchenskii trong Kremli Kazan which had been taken away from Orthodox Christians sau Cách mạng tháng Mười Nga. Vào ngày 21 tháng 7 năm 2005 trong lễ hội biểu tượng linh thiêng Theotokos của Kazan với sự có mặt của khoảng 10.000 tín đồ, Giáo chủ Alexius II và Mintimer Shaeymiev đã đặt bản sao linh thiêng nhất của biểu tượng đã mất một thời gian dài, đã được Giáo hoàng John Paul II trả lại cho Nga trước khi ông chết, tại nhà thờ Blagoveshchenskii mới khôi phục.
Năm 2005 giai đoạn đầu tiên của Metro Kazan cũng đưa vào trạm Kremlyovskaya nằm ngay bên phải Kremli.